# Caobangia brandti
Caobangia brandti är en ringmaskart som beskrevs av Jones 1974. Caobangia brandti ingår i släktet Caobangia och familjen Sabellidae. Inga underarter finns listade i Catalogue of Life.